# Isla Tanner
La isla Tanner (en inglés: Tanner Island) es la más occidental y más grande de las islas Pickersgill, elevándose a 145 m s. n. m. en la costa sur de Georgia del Sur. Nombrada por el Comité Antártico de Lugares Geográficos del Reino Unido (UK-APC) por William G. Tanner, geólogo del British Antarctic Survey, quien trabajó en la isla durante la temporada de campo de 1975/76.
La isla es administrada por el Reino Unido como parte del territorio de ultramar de las Islas Georgias del Sur y Sandwich del Sur, pero también es reclamada por la República Argentina que la considera parte del departamento Islas del Atlántico Sur dentro de la provincia de Tierra del Fuego, Antártida e Islas del Atlántico Sur.